# Seleção Filipina de Futebol Americano
A Seleção Filipina de futebol americano representa as Filipinas. Ela é organizada pela American Football Federation of the Philippines. Ela é apelidada de Águilas entre os filipinos. Disputou partidas contra Guam e Hong Kong.

## Uniformes
| Helmet   |      |           |
| Left arm | Body | Right arm |
| Trousers |      |           |
| Socks    |      |           |
| Casa     |      |           |

| Helmet   |      |           |
| Left arm | Body | Right arm |
| Trousers |      |           |
| Socks    |      |           |
| Fora     |      |           |